# Peter Robinson (auteur)

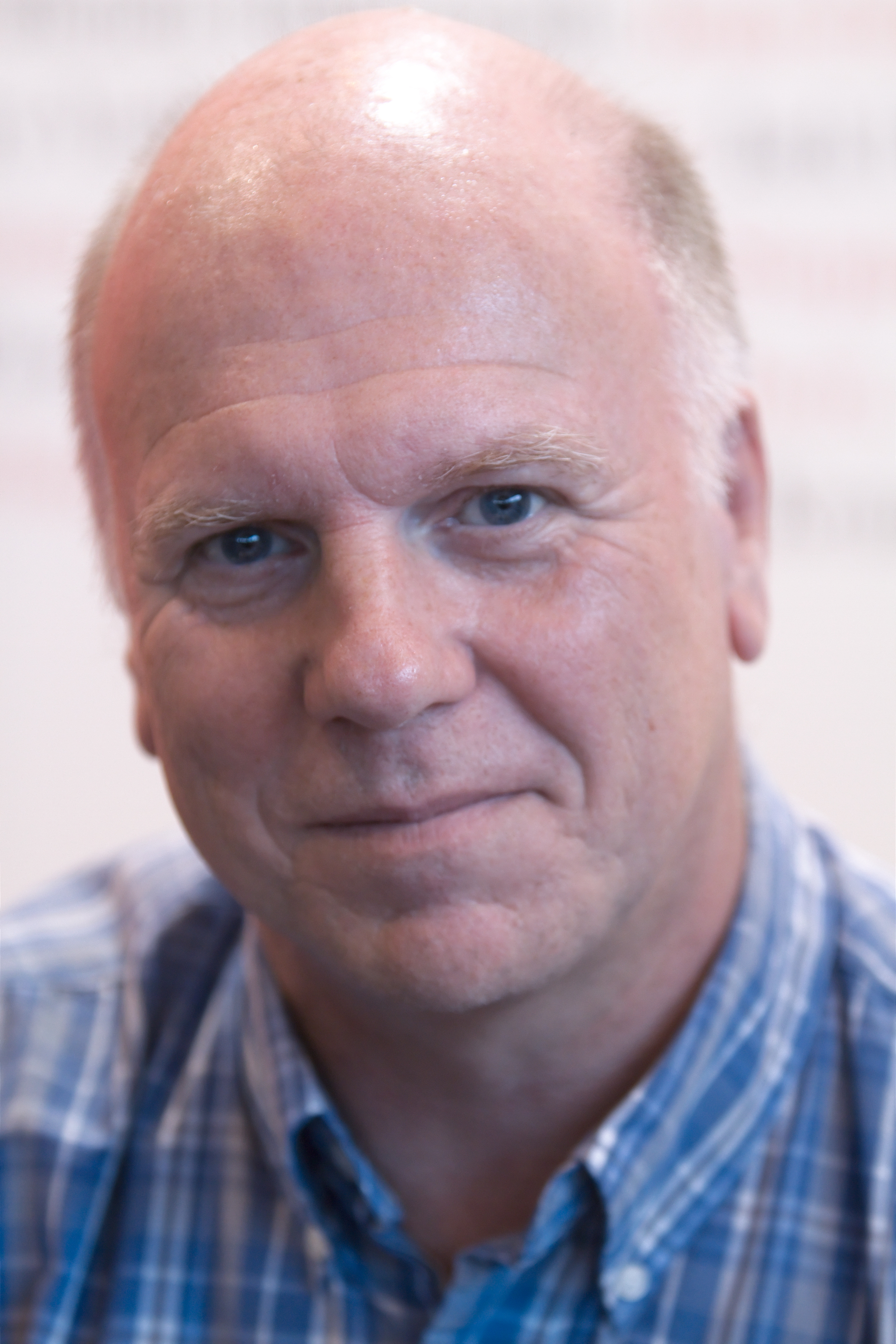
Peter Robinson in 2010

Peter Robinson (Leeds, 17 maart 1950 – Toronto, 4 oktober 2022) was een Engels auteur die in Canada woonde. Hij heeft meer dan 20 boeken op zijn naam staan met in de hoofdrol inspecteur Alan Banks.

### Romans van Alan Banks
- Gallows View (1987); Stille blik (2005)
- A Dedicated Man (1988); Nachtlicht (2005)
- A Necessary End (1989); Tegenstroom (2006)
- The Hanging Valley (1989); Zondeval (2007)
- Past Reason Hated (1991); Schijnbeeld (2008)
- Wednesday's Child (1992); Woensdagkind (2008)
- Dry Bones That Dream (1994); US:Final Account; Zwanenzang (2012)
- Innocent Graves (1996); nog geen Nederlandse vertaling
- Dead Right (1997); US:Blood at the root; nog geen Nederlandse vertaling
- In A Dry Season (1999); Verdronken verleden (2004)
- Cold is the Grave (2000); Kil als het graf (2004)
- Aftermath (2001); Nasleep (2002)
- The Summer that Never Was (2003); US:Close to home; Onvoltooide zomer (2003)
- Playing with Fire (2004); Vuurspel (2004)
- Strange Affair (2005); Drijfzand (2005)
- A Piece of My Heart (2006); Hartzeer (2008)
- Friend of the Devil (2007); Duivelsgebroed (2009)
- All The Colours Of Darkness (2008); Overmacht (2009)
- Like a virgin (2009); Vermoorde onschuld (2013); uit The price of love and other stories
- Bad boy (2010); Uitschot (2011)
- Watching the Dark (2012); Dwaalspoor (2013)
- Children of the Revolution (2013); Dankbare dood (2014)
- Abattoir Blues (2014); Slachthuisblues (2016)
- When the music's over (2016); nog geen Nederlandse vertaling
- Sleeping in the ground (2017); nog geen Nederlandse vertaling
- Careless love (2018); nog geen Nederlandse vertaling
- Many Rivers to Cross (2019); nog geen Nederlandse vertaling
- Not Dark Yet (2021); nog geen Nederlandse vertaling
- Standing in the Shadows (2023); nog geen Nederlandse vertaling

### Alan Banks verhalen gebundeld in de niet vertaalde verhalenbundelNot safe after Dark(2004)
- Anna Said (1992);
- Summer rain (1994);
- The good Partner (2001);
- Going Back (2004);

### Overig werk
- Caedmon's Song (1990); US: The first cut; Lijdensweg (2010)
- No Cure for Love (1995)
- Not Safe After Dark (1998) (korte verhalen)
- Before The Poison (2011)